# Szakuramocsi
A szakuramocsi (桜餅) a vagasi, azaz a japán édességek egyik fajtája, amely édes rózsaszín mocsiból (rizslepény) és vörösbabkrémből áll, melyet szakuralevélbe tekernek.
A szakuramocsi elkészítése régiónként eltérő: általában Japán keleti részén siratama-kót (白玉粉, ’rizsliszt’), míg nyugati részén dómjódzsi-kót (道明寺粉, ’ragacsos rizsliszt’) kevernek a tésztájába.
A szakuramocsit Japánban hagyományosan március 3-án, a hinamacuri (lányok napja) alkalmával fogyasztják.

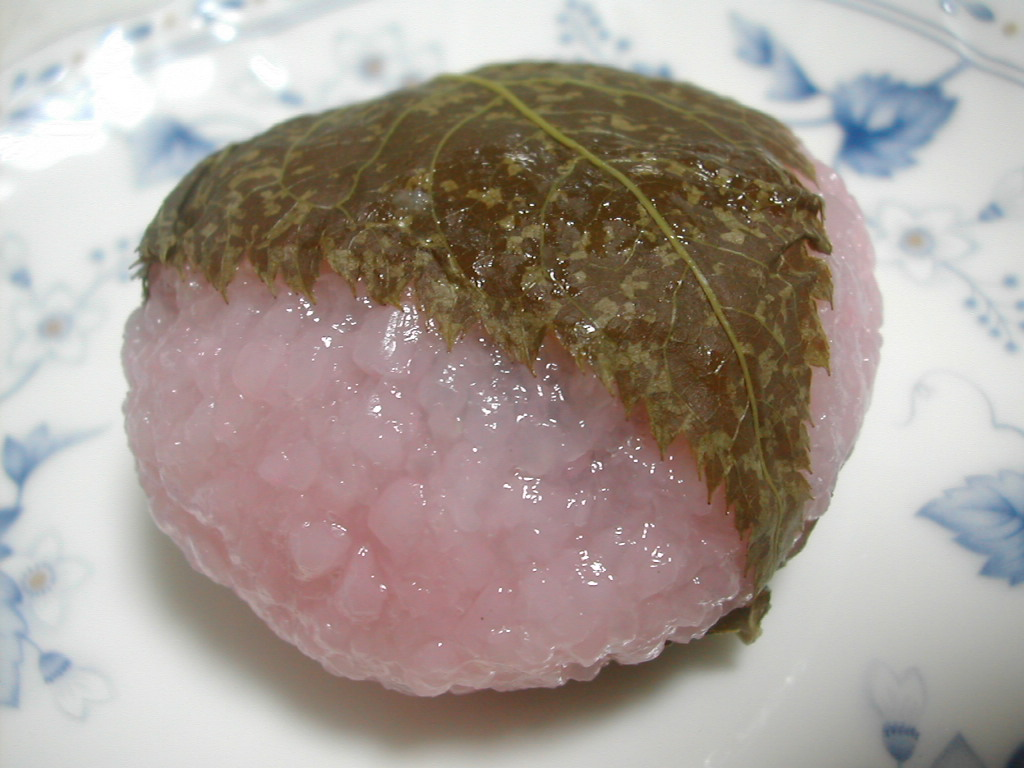
Kanszai szakuramocsi
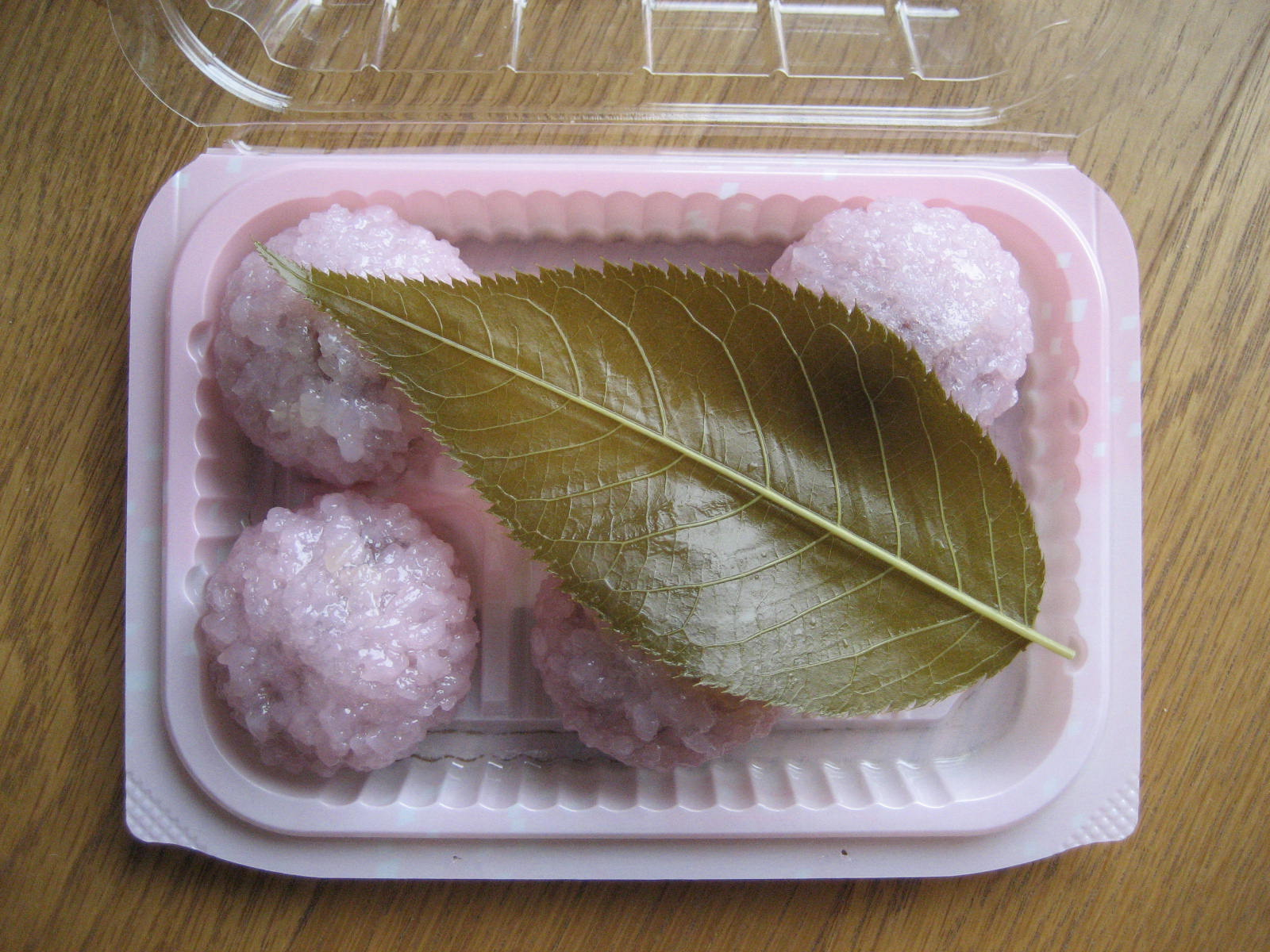
A nyugati (kanszai) szakuramocsi egyik változata
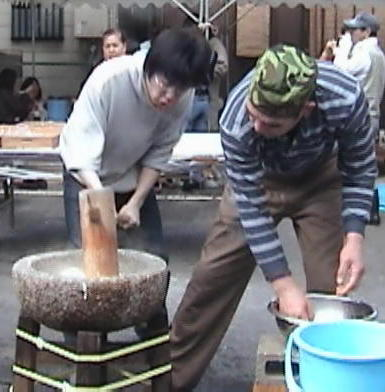
A mocsi hagyományos elkészítési módja: amíg az egyikük a főtt rizst püföli, addig a másik vizet locsol rá
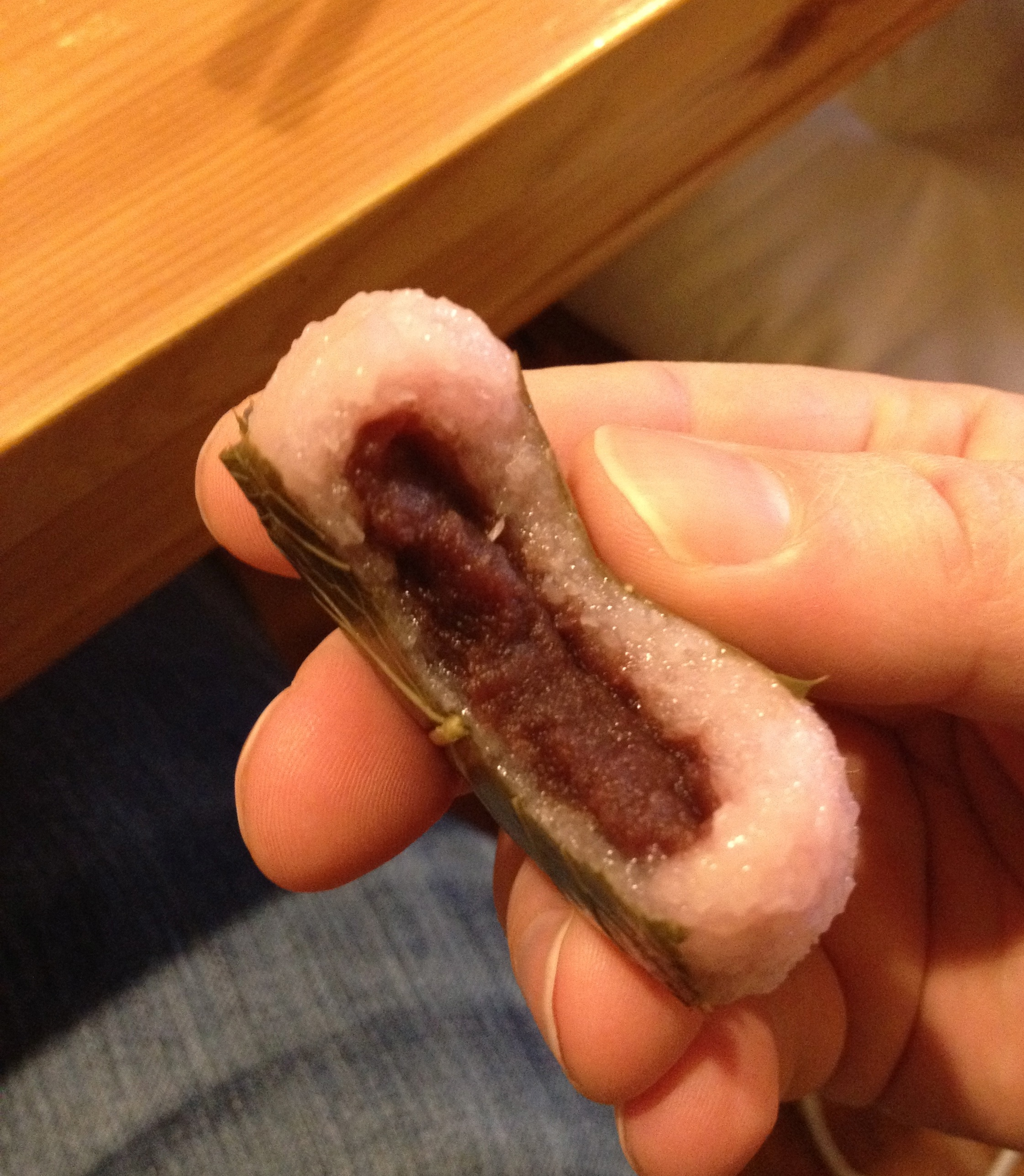
Egy szakuramocsi félbevágva. Jól látható a vörösbabkrém a közepében